# Pretty Good Privacy
Pretty Good Privacy o PGP (en català privadesa bastant bona) és un programa desenvolupat per Phil Zimmermann el 1991, mentre treballava a PKWARE, Inc. La seva finalitat és protegir la informació distribuïda a través d'Internet mitjançant l'ús de criptografia de clau pública, així com facilitar l'autenticació de documents gràcies a les signatures digitals. PGP es pot utilitzar per signar, xifrar i desxifrar texts, correus electrònics, fitxers, directoris i particions de disc sencers i per augmentar la seguretat de comunicacions per correu electrònic.
PGP i altres programaris similars segueixen l'estàndard de OpenPGP (RFC:4880) per encriptar i desencriptar dades.

## PGP com a estàndard d'Internet
La Internet Engineering Task Force s'ha basat en el disseny de PGP per crear l'estàndard d'Internet OpenPGP. Les últimes versions de PGP són conformes o compatibles en major o menor mesura amb aquest estàndard.

## Signatures digitals

Esquema del procés d'encriptació i desencriptació de PGP

PGP ofereix autenticació de missatges i la comprovació de la seva integritat. Aquesta última és usada per descobrir si un missatge ha estat canviat després de ser completat (la propietat d'integritat del missatge), i l'anterior per determinar si realment va ser enviat per la persona/entitat que reclama ser el remitent (una signatura digital). En PGP, aquestes operacions són usades per defecte juntament amb la codificació o xifrat del missatge, però poden ser aplicades a text simple també. El remitent fa servir PGP per crear una signatura digital per al missatge amb algorismes de signatura RSA o DSA. Per fer això, PGP calcula un condensat (també anomenat resum o - en anglès - "hash" del missatge) del text simple, i després crea la signatura digital d'aquell condensat usant les claus privades del remitent.

## Xarxa de confiança
Tant codificant missatges com verificant signatures, és crucial que la clau pública enviada a algú o alguna entitat realment 'pertanyi' al destinatari intencionat. Simplement el fet de descarregar una clau pública d'algun lloc pertanyent a una associació no ens assegura que puguem confiar en aquesta associació. El PGP té, des de les primeres versions, provisions sempre incloses per distribuir les claus públiques d'un usuari a 'un certificat d'identitat' que és construït usant criptografia assegurant d'aquesta manera que qualsevol tergiversació sigui fàcilment detectable. Però simplement la fabricació d'un certificat que és impossible modificar sense ser descobert amb eficàcia és també insuficient. Això pot impedir la corrupció només després que el certificat ha estat creat, no abans. Els usuaris també han d'assegurar per alguns mitjans que la clau pública en un certificat realment pertany a la persona/entitat que ho reclama. Des de la seva primera publicació, els productes de PGP han inclòs un certificat intern 'examen de l'esquema' per assistir al costat d'aquest; un model de confiança que ha estat cridat un web de confiança. Una clau pública donada (o més expressament, informació que lliga un nom d'usuari a una clau) pot ser digitalment signada per un usuari tercer per donar testimoni a l'associació entre algú (realment un nom d'usuari) i la clau. Hi ha diversos nivells de confiança que poden ser inclosos en aquestes signatures.
Encara que molts programes llegeixin i escriguin aquesta informació, pocs inclouen aquest nivell de certificació calculant si cal confiar en una clau.

## Seguretat en PGP
Utilitzat correctament, PGP pot donar un gran nivell de seguretat. A diferència de protocols de seguretat com SSL, que només protegeix les dades en trànsit (és a dir, mentre es transmeten a través de la xarxa), PGP també es pot utilitzar per protegir dades emmagatzemades en discs, còpies de seguretat, etc.